# Tommy Finney

## Biografia
Thomas Finney nasceu a 6 de novembro de 1952, em Belfast, Irlanda do Norte. Cresceu em um ambiente onde o futebol era parte essencial da cultura local. Após o fim da carreira como jogador profissional, estabeleceu-se na cidade de Cambridge, na Inglaterra, onde trabalhou na área da segurança. Manteve ligações com o futebol amador local, exercendo também funções como treinador.

## Carreira
Tommy Finney iniciou a sua carreira no futebol norte-irlandês, passando por clubes como Linfield, Distillery e Crusaders. Em 1973, transferiu-se para o futebol inglês, onde teve passagens por Luton Town, Sunderland e principalmente Cambridge United, clube pelo qual realizou mais de 300 jogos em duas passagens distintas. Representou a seleção principal da Irlanda do Norte entre 1974 e 1980, sendo convocado para o Mundial de 1982, embora não tenha atuado. Após deixar o futebol profissional, envolveu-se com equipas amadoras como jogador e treinador.